# Apokalypse & Filterkaffee
Apokalypse & Filterkaffee (Eigenbezeichnung auch mit Silbenwort ApoFika) ist ein im April 2020 von Micky Beisenherz begründeter deutschsprachiger Nachrichten-Podcast.

## Konzept
Der Titel bezieht sich auf Beisenherz’ 2019 erschienenes Buch … und zur Apokalypse gibt es Filterkaffee. Der Untertitel lautete anfangs „Das News-Omelett“. Auf dem Cover der von Beisenherz moderierten Folgen ist der Moderator mit einer Kaffeetasse und einem gelben Rollkragenpullover vor hellblauem Hintergrund abgebildet. Der Podcast-Jingle beginnt mit dem Geräusch einer Filterkaffeemaschine.

## Werktäglicher Podcast
Im werktäglichen Podcast bereiten die Moderatoren die Nachrichten des Tages auf. Mit Gästen besprechen sie Nachrichten, Schlagzeilen, Kolumnen, Leitartikel oder Tweets. Montags moderiert Beisenherz mit seiner Lebensgefährtin Nikki Hassan-Nia. Seit 2022 moderiert Markus Feldenkirchen abwechselnd mit Yasmine M’Barek und mit wechselnden Gästen die am Dienstag erscheinenden Folgen unter dem Motto „Nachrichtenmüsli“. Seit Juni 2023 ist Jagoda Marinić jeden zweiten Donnerstag unter dem Motto „Newskaviar“ Gastmoderatorin.
Häufig parodiert Beisenherz Stimmen von Politikern, Prominenten und Filmfiguren wie Mario Basler, Benjamin Blümchen, Dieter Bohlen, Reiner Calmund, Thomas Gottschalk, Wolfgang Grupp, Robert Habeck (kombiniert mit Herbert Grönemeyer), Uli Hoeneß, Helmut Kohl, Karl-Josef Laumann, Karl Lauterbach, Angela Merkel, Friedrich Merz, Ralf Moeller, Monaco Franze, Franz Müntefering, Verona Pooth, Olaf Scholz, Gerhard Schröder, Wolfgang Schäuble, Martin Semmelrogge, Florian Silbereisen, Markus Söder oder Donald Trump.
Am Ende liest Beisenherz regelmäßig die Bild-Kolumne Post von Wagner von Franz Josef Wagner mit der Stimme von Homer Simpson vor, gelegentlich formuliert er auch selbst Texte in Wagners Stil. Wenn Beisenherz als TV-Autor für Ich bin ein Star – Holt mich hier raus! arbeitet, nimmt er Sendungen auch am Drehort auf. Zusammen mit Jakob Lundt bespricht Beisenherz regelmäßig die Fernsehreihe Das Traumschiff.

## Weitere Formate
Seit 2021 veröffentlicht Apokalyse & Filterkaffee „Wochenendbeilagen“ und Sonderfolgen. 2020 und 2021 gab es jeweils einen Jahresrückblick mit dem Schriftsteller Benjamin von Stuckrad-Barre. Seit September 2022 führt der langjährige SWR-Moderator Wolfgang Heim Interviews, die sonntags unter dem Titel Heimspiel veröffentlicht werden. Seit 2025 moderiert Feldenkirchen samstags das Format Presseklub (in Anlehnung an die WDR-Sendung Presseclub).

## Gäste
Zu Gast waren bisher andere Podcaster, Journalisten, Prominente, Schriftsteller oder Politiker, darunter: Franca Lehfeldt, Anna Schneider, Wolfram Weimer, Frédéric Schwilden, Klaas Heufer-Umlauf, Nikolaus Blome, Jörg Thadeusz, Alexander Kissler, Johannes Boie, Robin Alexander, Annalena Baerbock, Daniel Donskoy, Anna Dushime, Samira El Ouassil, Markus Feldenkirchen, Jan Fleischhauer, Dunja Hayali, Lars Klingbeil, Mariam Lau, Karl Lauterbach, Olaf Scholz, Sascha Lobo, Felix Lobrecht, Sandra Maischberger, Friederich Oetker, Paul Ronzheimer, Claudius Seidl, Maxim Biller, Heinz Strunk, Hadnet Tesfai, Christian Lindner und Linda Zervakis.

## Produktion
Der Podcast begann im April 2020, später kamen auch Live-Podcasts hinzu. Apokalypse & Filterkaffee ist eine Produktion von Studio Bummens mit Unterstützung von Florida Entertainment. Redaktionsleiterin ist Nikki Hassan-Nia. Executive Producer bei Studio Bummens ist Tobias Bauckhage. Die Einspieler zur Ankündigung verschiedener Kategorien werden von Bettina Rust gesprochen. Der Podcast erscheint auf allen gängigen Podcastplattformen. Er enthält native Werbung, die von Beisenherz gesprochen wird, und wird von der Seven.One Entertainment Group vermarktet.

## Rezeption und Auszeichnungen
Apokalypse & Filterkaffee belegt regelmäßig die führenden Ränge von Podcast-Charts. 2020 kürte Apple Apokalypse & Filterkaffee zum Podcast des Jahres. Im März 2025 erreichte der Podcast 4,8 Millionen Downloads.
Eine Sendung im August 2024, in der Beisenherz einen neuen Korfballplatz in seiner Heimatstadt Castrop-Rauxel kritisierte und die Disziplin als „Kacksport“ bezeichnete, wurde dort kontrovers diskutiert.